# Alfred Chalousch

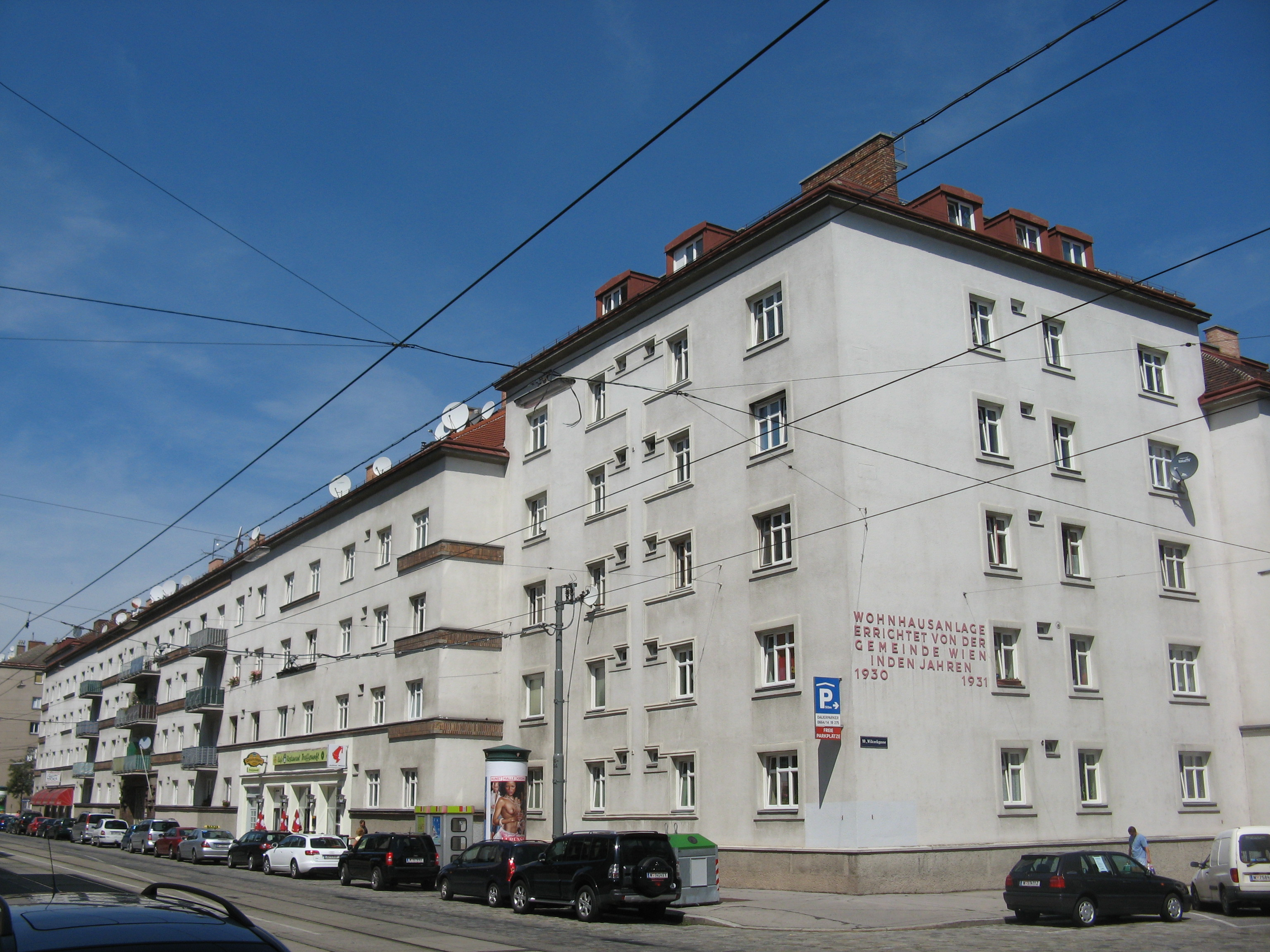
Hueber-Hof (1930)

Alfred Chalousch, auch Chalusch, (* 19. Jänner 1883 in Wien; † 17. August 1957 ebenda) war ein österreichischer Architekt. Er war verheiratet mit Rosalia Maria Chalusch geb. Gramann; das Paar hatte eine Tochter, Hertha (Herta), verehelichte Broneder, war eine Schriftstellerin, Graphikerin, Kostümbildnerin, Malerin, Journalistin, Professorin an der Akademie der bildenden Künste Wien.

## Leben
Chalousch war der Sohn des Architekten und Stadtbaumeisters Johann Chalousch. Er schloss 1904 die Staatsgewerbeschule mit der Matura ab und studierte anschließend von 1904 bis 1907 an der Akademie der bildenden Künste Wien bei Otto Wagner. Danach ist über seine berufliche Laufbahn bis in die Mitte der 1920er Jahre nichts bekannt, außer dass er ab 1919 Mitglied der Zentralvereinigung der Architekten Österreichs und ab 1923 Mitglied der Genossenschaft der bildenden Künstler Wiens war. Etwa um 1924 bildete er ein Architekturbüro in Bürogemeinschaft mit seinem ehemaligen Studienkollegen Heinrich Schopper, das in der Folge einige Gemeindebauten für die Stadt Wien errichtete. Die Zusammenarbeit der beiden Architekten dauerte bis 1950 an.
Er wurde am Friedhof Mauer bestattet.

## Leistung
Obwohl im Österreichischen Künstlerlexikon und wortgleich im Historischen Lexikon Wien von Felix Czeike angegeben wird, dass Chalousch 202 Bauten errichtete und 51 Projekte erstellt habe, sind lediglich 5 Gemeindebauten für die Stadt Wien nachweisbar. Diese bedienten sich romantischer Anklänge und expressiver Formgebung, ehe sich Chalousch ab 1930 dem damaligen Zeitgeist entsprechend schlichteren Fassadengestaltungen zuwandte.

## Werke
- Gall-Hof, Heiligenstädter Straße 4, Wien 9 (1924), gemeinsam mit Heinrich Schopper
- Wohnhausanlage der Gemeinde Wien, Engelsberggasse 3/Riesgasse 4, Wien 3 (1926), gemeinsam mit Heinrich Schopper
- Goethehof, Schüttaustraße 1–39, Wien 22 (1928–1930), gemeinsam mit Heinrich Schopper
- Hueber-Hof, Quellenstraße 24B, Wien 10 (1930), gemeinsam mit Heinrich Schopper
- Wohnhausanlage der Gemeinde Wien, Wehlistraße 40, Wien 20 (1950)